# St. Nikolai (Bad Freienwalde)

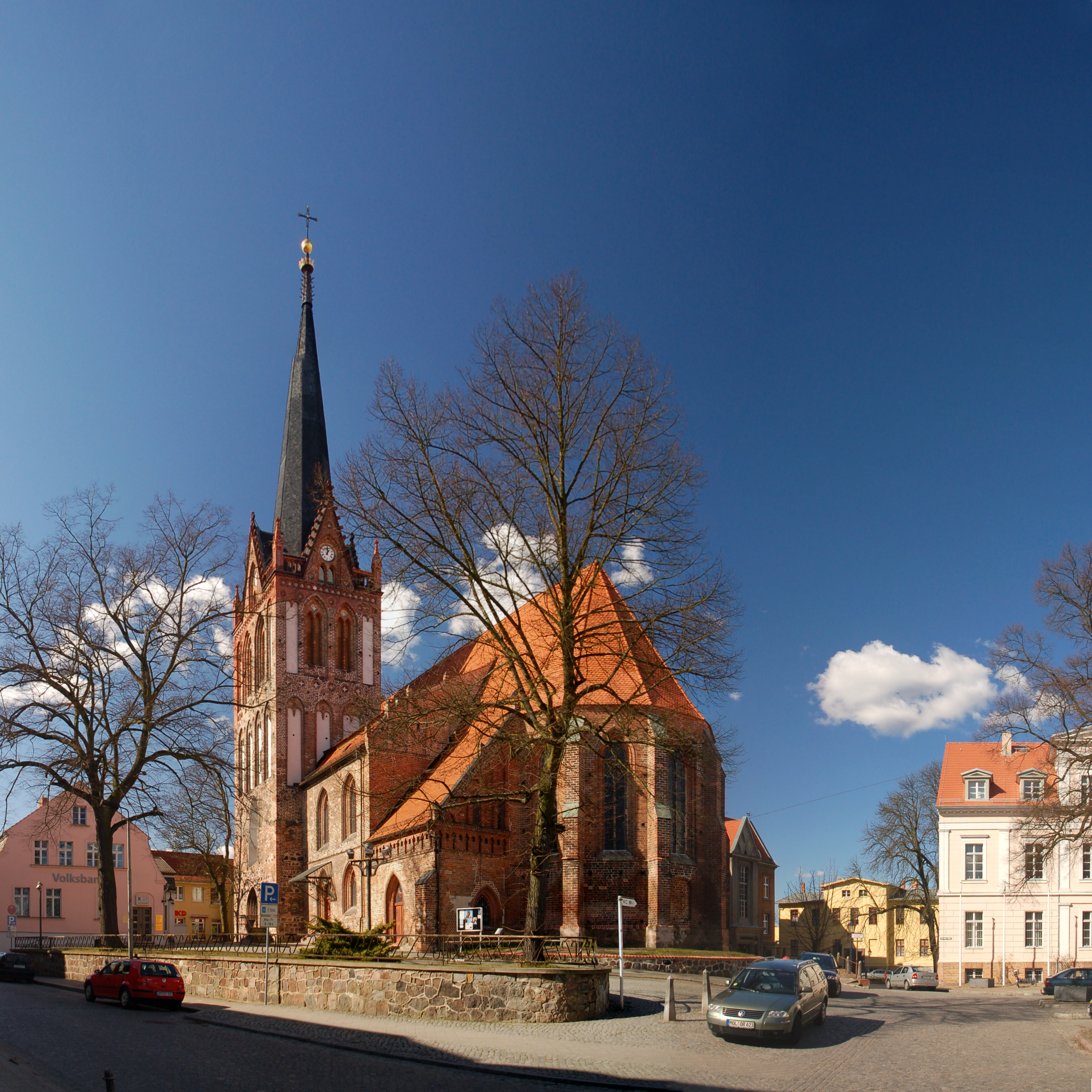
Die Kirche

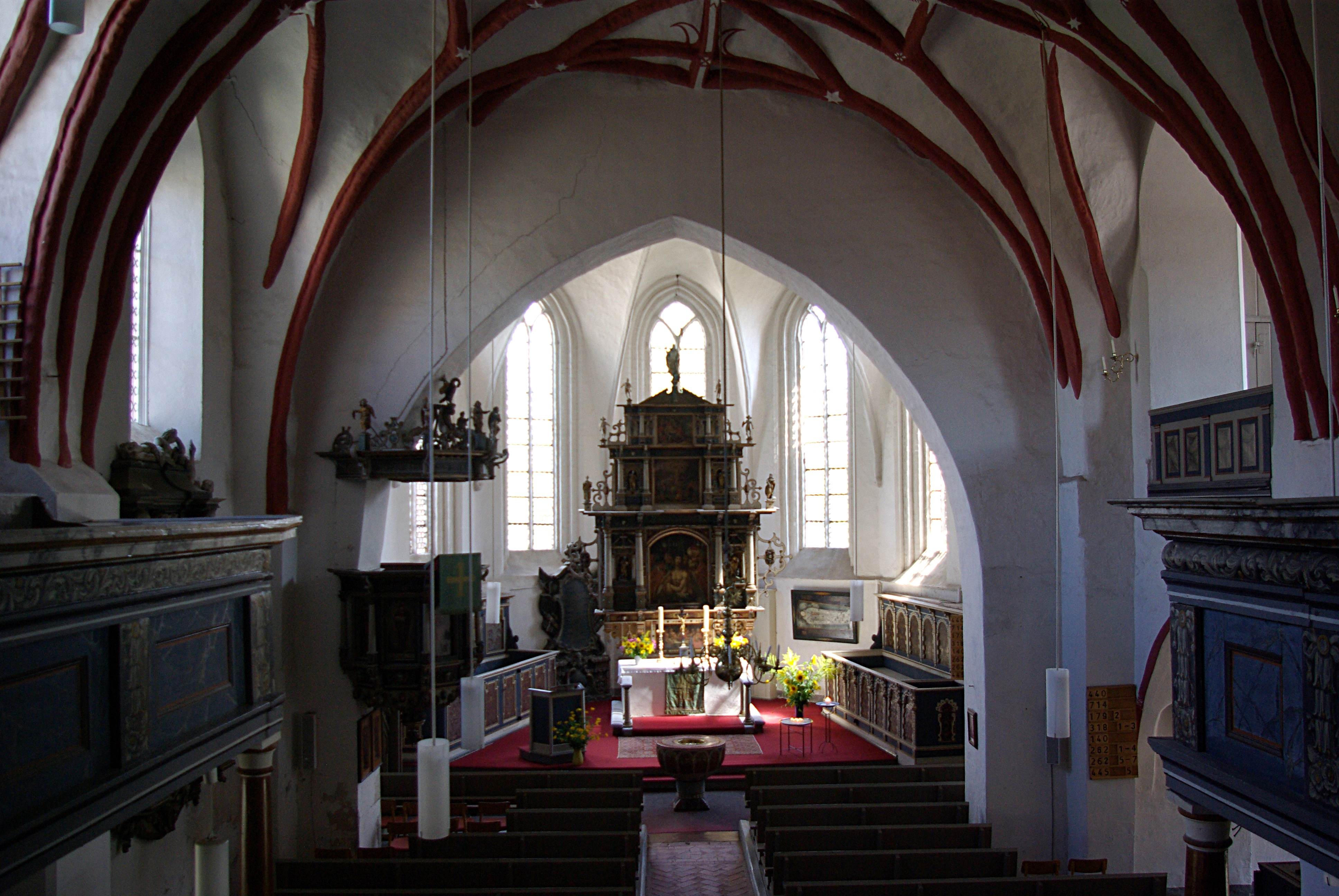
Blick von der Empore auf den Altar

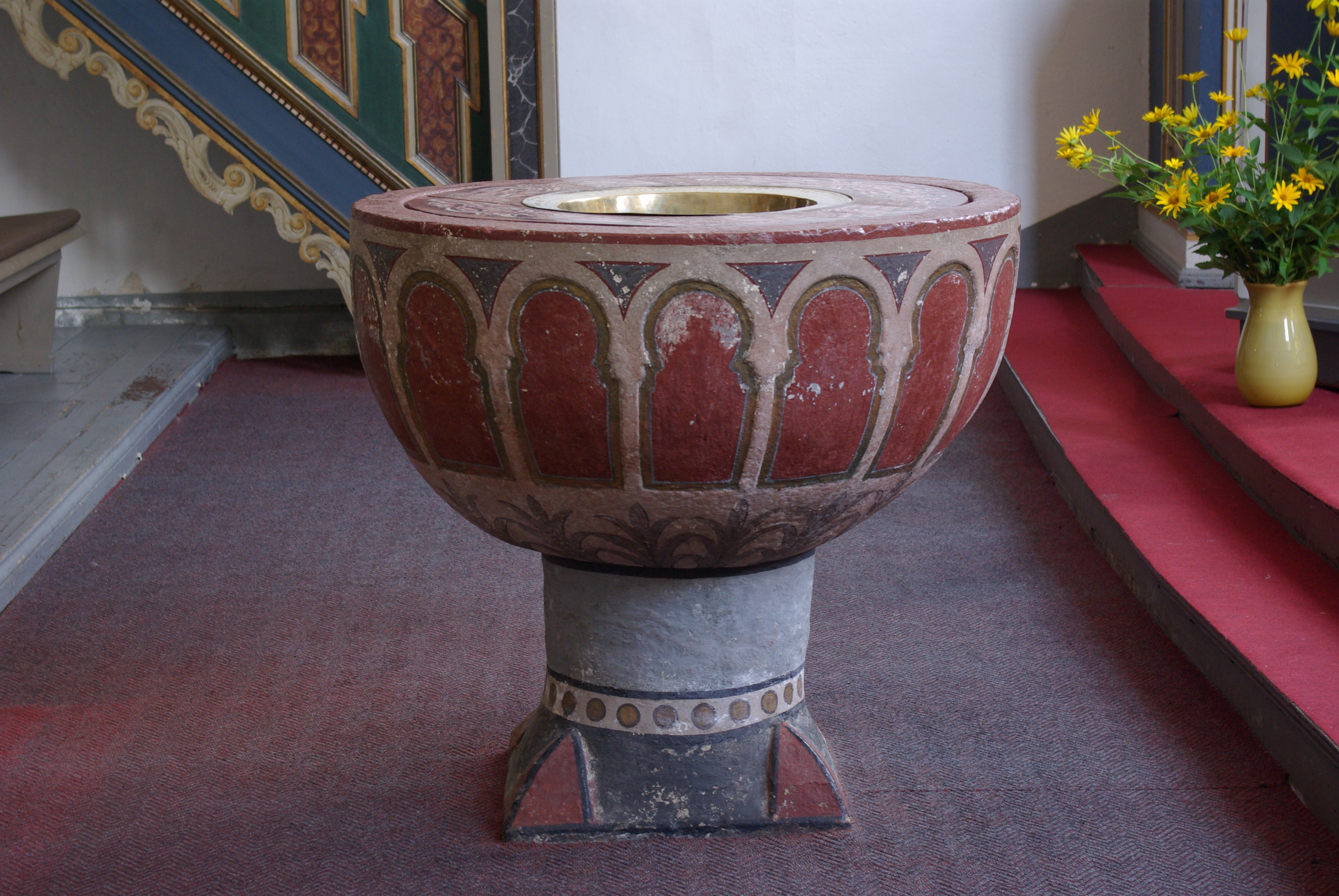
Der Taufstein aus dem 13. Jahrhundert

Die Stadtpfarrkirche St. Nikolai ist eine Kirche in Bad Freienwalde (Oder) in Brandenburg. Die Kirche befindet sich in der Stadtmitte auf einer Höhe in der Nähe des Rathauses. Sie steht unter Denkmalschutz. Sie gehört zum Pfarrsprengel Alte Oder im Kirchenkreis Oderland-Spree der Evangelischen Kirche Berlin-Brandenburg-schlesische Oberlausitz.

## Geschichte
Die erste Kirche an dieser Stelle entstand im dritten Viertel des 13. Jahrhunderts. Wahrscheinlich stand hier vorher eine hölzerne Kapelle. Die damalige Kirche war etwa so groß wie das heutige Hauptschiff. Mitte des 15. Jahrhunderts wurde die Kirche zu einem gotischen Backsteinbau umgebaut. Genauere Umstände sind aber nicht bekannt. Einen dritten Bauabschnitt gab es in der Zeit von 1518 bis 1522. Dabei wurde der Turm errichtet, das Seitenschiff erhöht, und die Kirche bekam ein neues Satteldach. 1580 bis 1581 fügte man der Südseite des Chores einen Anbau hinzu. In den Jahren 1584 und 1637 brannte es in der Kirche. Dabei wurde der Turm stark beschädigt. Im Jahr 1653, nach dem Dreißigjährigen Krieg, wurde der Turm wieder aufgebaut.
Von 1726 bis 1730 wurden Emporen eingebaut und 1728 die Orgel durch den Orgelbaumeister Joachim Wagner erneuert. Nachdem 1867 der obere Teil des Turmes abgebrannt war, wurde er in den heutigen Zustand gebracht. In den Jahren 1912 bis 1913 wurde das Innere der Kirche umfangreich erneuert, ebenso im Jahre 1972. 1988 wurde die Kirche mit Hilfe einer Spende des Stadtkirchenverbandes Essen neu eingedeckt.

## Architektur
Die Kirche ist eine spätgotische Kirche mit einer Länge von 38,5 m. Die Kirche hat ein Hauptschiff und ein südliches Seitenschiff. Der Chor liegt im Osten der Kirche, der Turm befindet sich an der Südwestecke. An der Nord- und Westseite befinden sich Mauerteile der Ursprungskirche.

## Kircheninneres
Der Chor wird von einem Sterngewölbe und fünf langen Fenstern in Spitzbogenform geprägt. Durch diese Fenster ist der Chorraum bei Tag lichtdurchflutet. Dagegen ist das Kirchenschiff sowohl durch die eingezogenen Emporen und die „optisch schwer über dem Raum lastende Decke“ gedrungener und dunkler. Ein „Gewirr nachträglich aufgeklebter, grober Rippen“  überziehe „netzgewölbeartig die vier Joche der Decke“. Ulrich Pfeil erklärt dies so: „Dieses Unikum, eigentlich eine große Tonne mit unregelmäßig eingeschnittenen Stichkappen, ist das Ergebnis des Turmbrandes von 1637. Die Maurer, die um 1653 die Decke erneuerten, waren offenbar der hohen Kunst des Einwölbens nicht recht gewachsen.“

## Ausstattung

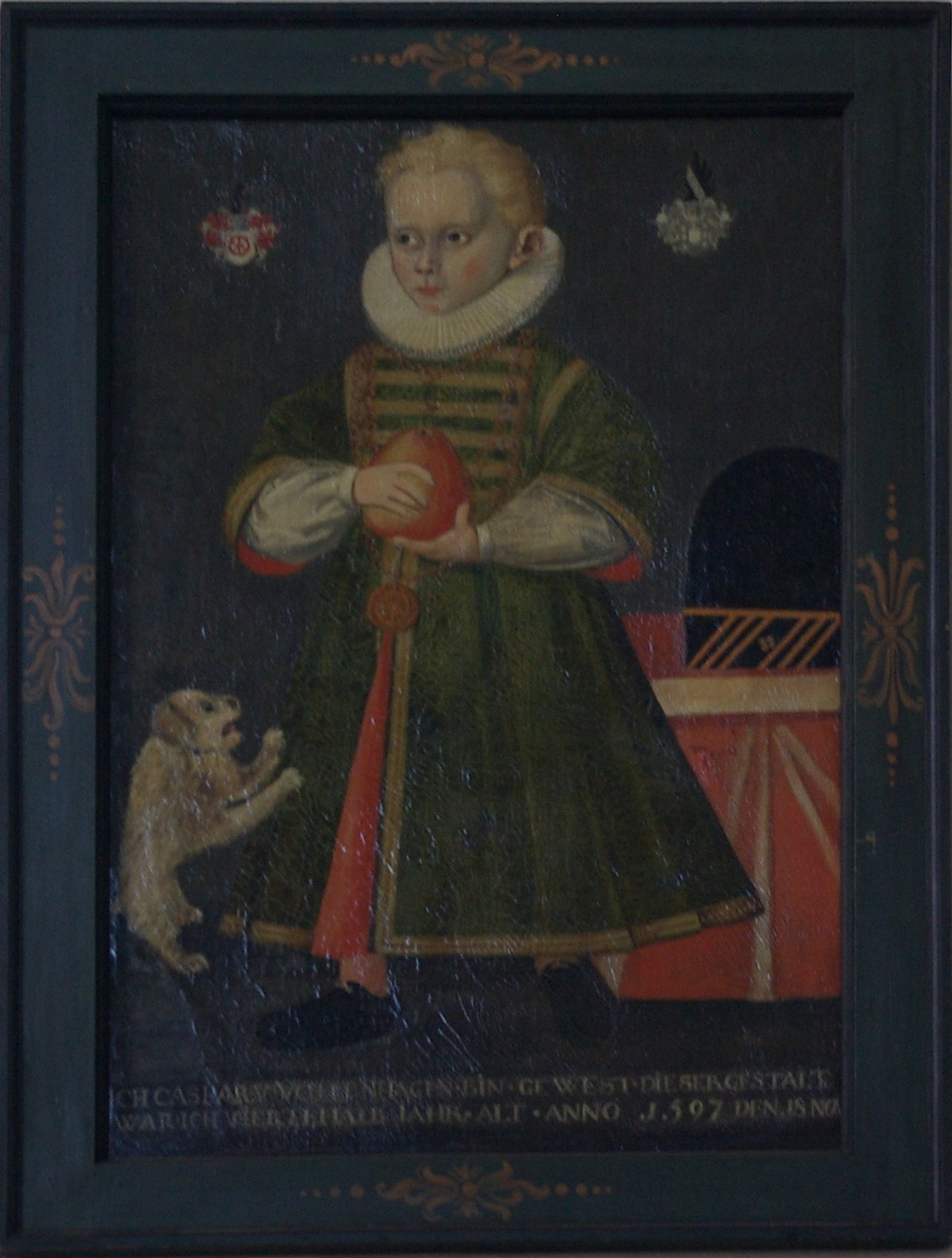
Bild von Caspar von Uchtenhagen

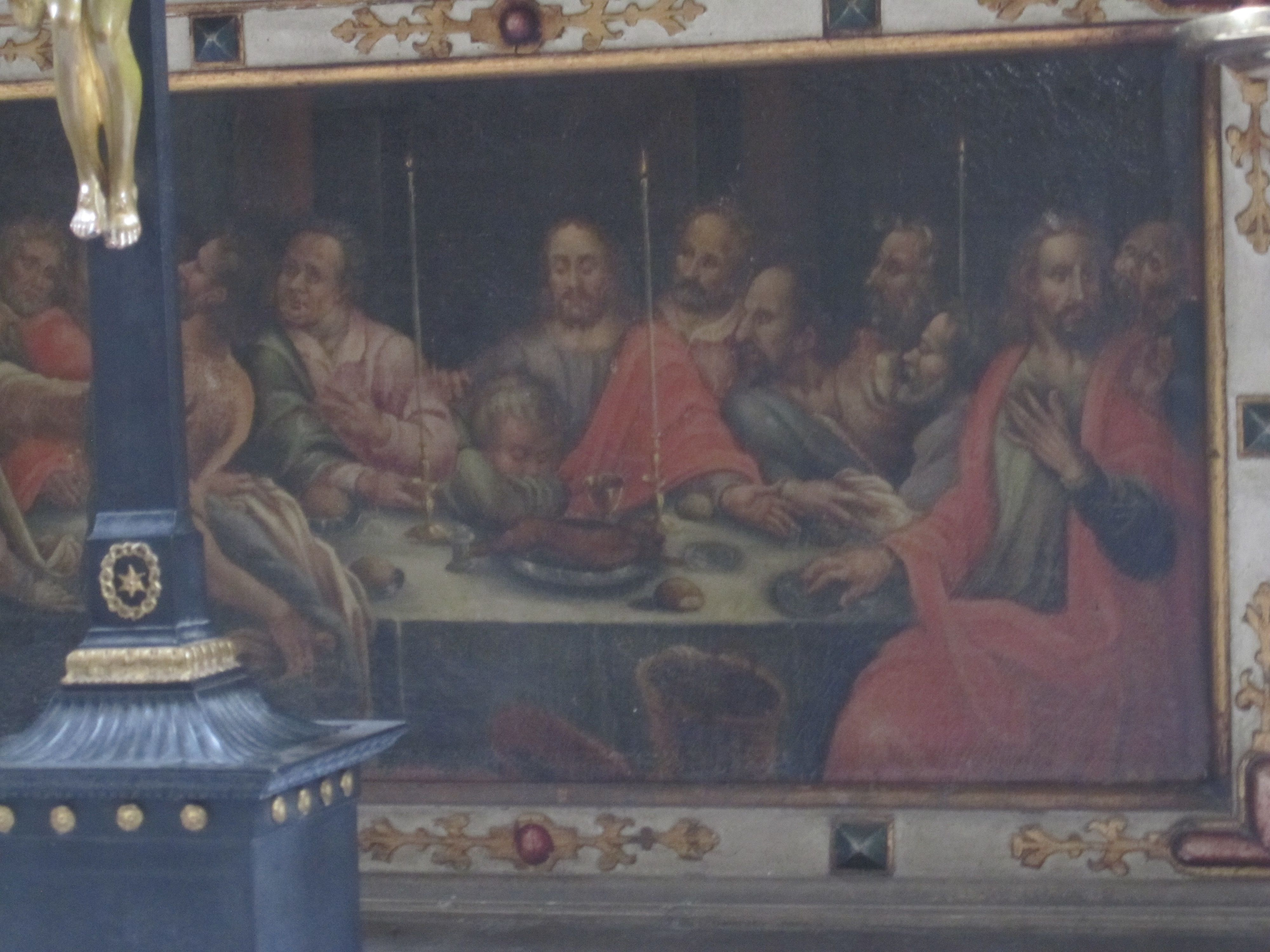
Ein Kind auf Jesu Schoß – Predella-Bild des Altars

Der Hochaltar stammt aus den Jahren 1622 bis 1623. Der Unterteil ist aus Stein, der obere Teil aus Holz. Die Predella zeigt ein Abendmahlsbild. Die Geschosse darüber sind stark abgesetzt und mit Säulen markiert. Über der Predella befinden sich Gemälde der Heilsgeschichte. Rechts und links der Gemälde befinden sich die Apostel Petrus und Paulus. Die Kanzel ist ebenfalls aus dem Jahr 1622 und wahrscheinlich von demselben Künstler erstellt worden.
Der Taufstein stammt aus dem dritten Viertel des 13. Jahrhunderts und gehört vermutlich zur Erstausstattung der Kirche. Er hat eine Höhe von einem Meter und ist als Pokal mit Säulenfuß erstellt worden. Die Taufschale aus Messing wurde im 16. oder 17. Jahrhundert in Nürnberg gefertigt.
Der dreiteilige Orgelprospekt stammt von Joachim Wagner aus dem Jahr 1728. Das Innenwerk wurde 1899 von Wilhelm Sauer und 1976 von der Firma Sauer vollständig ersetzt. Mit der Orgel wurde auch die Empore errichtet.
In der Kirche hängen zwei Bilder von Caspar von Uchtenhagen. Das Ölbild zeigt den letzten Spross derer von Uchtenhagen im Alter von vier Jahren. In der Hand hält der Junge eine Birne, wahrscheinlich der Hinweis auf eine Vergiftung. Der Hund auf dem Bild soll den Jungen vor der vergifteten Birne gewarnt haben. Der Text auf dem Bild lautet: ICH CASPAR VCHTENHAGEN BIN GEWEST DIESERGESTALT WAR ICH VIERTEHALB IAHR ALT ANNO 1597 DEN 18 NOV. Dieses Bild wurde im Jahr 1991 gestohlen, das jetzt gezeigte ist eine Kopie. Das zweite Bild zeigt den Jungen im Alter von neun im Sarg liegend. Auf dem Ölbild in der Predella des Altars ist neben den 12 Jüngern ein Kind auf Jesu Schoß abgebildet. Es wird als Caspar von Uchtenhagen gedeutet.
In der Kirche befinden sich mehrere Epitaphe. An der Nordseite hängt das Epitaph von Simon Christian von Schröder († 1728). Im Chor befindet sich das Epitaph von Ludwig Felix von Borcke (1702–1751). An der Südseite des Schiffes hängt eine Gedenktafel für Johannis Nicolai Holtorff und dessen Frau Susanna, geborene Spener.
Die Glocken mussten immer wieder erneuert oder umgegossen werden. Zwei Mal wurden sie bei Turmbränden zerstört, Risse und Sprünge in Glocken machten das Umgießen nötig. In beiden Weltkriegen wurden auch Glocken von St. Nikolai eingezogen, um Material für Kanonen daraus zu fertigen. Nur eine Bronzeglocke blieb erhalten. Eine Glocke stammt aus dem Jahr 1925 und zwei aus dem Jahr 1957.